# Rainbow (zespół muzyczny)
Rainbow – grupa rockowa założona w roku 1975 przez gitarzystę Deep Purple Ritchiego Blackmore’a.

## Historia

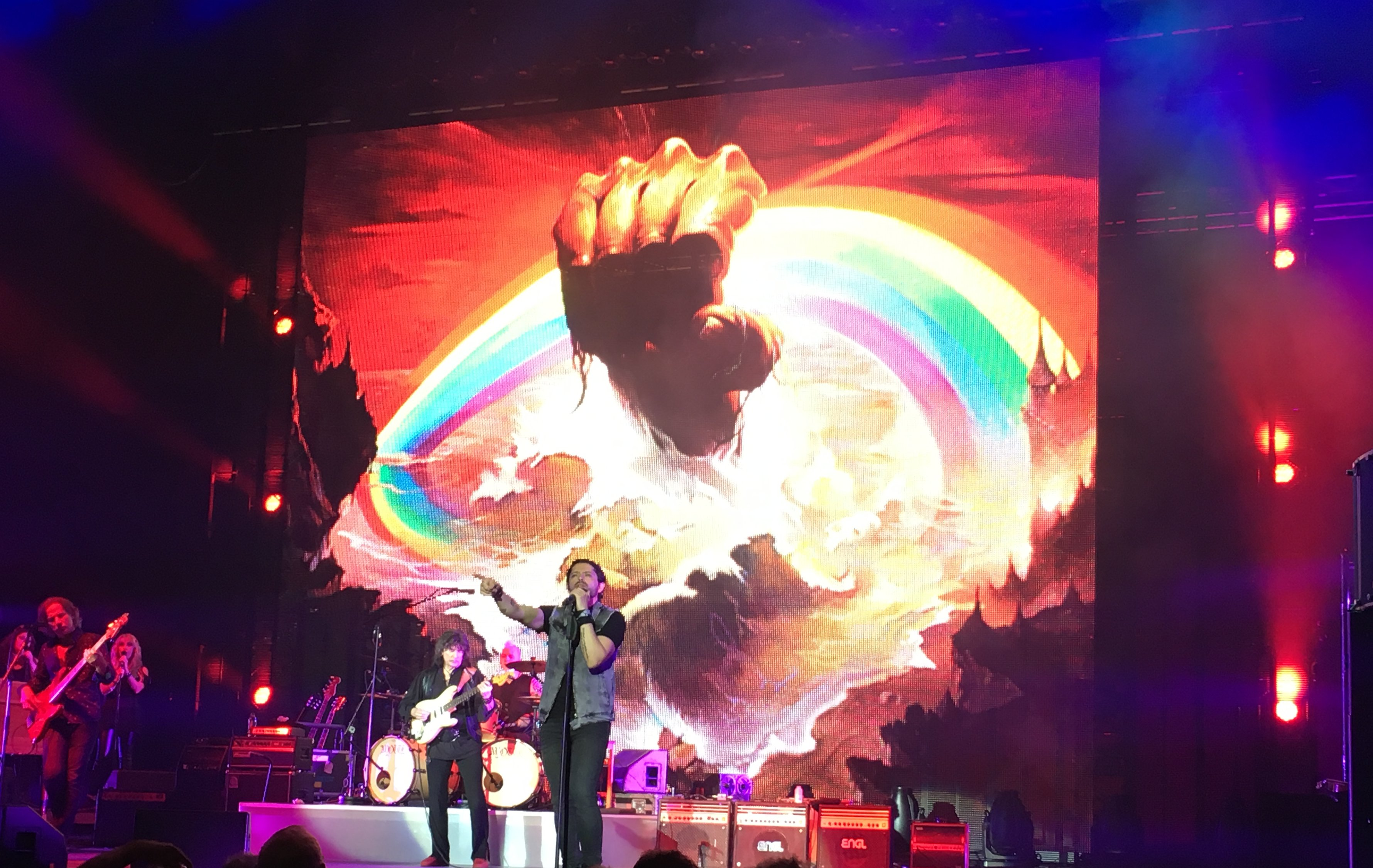
Koncert zespołu w scenografii przedstawiającej okładkę albumu Rising (2017)

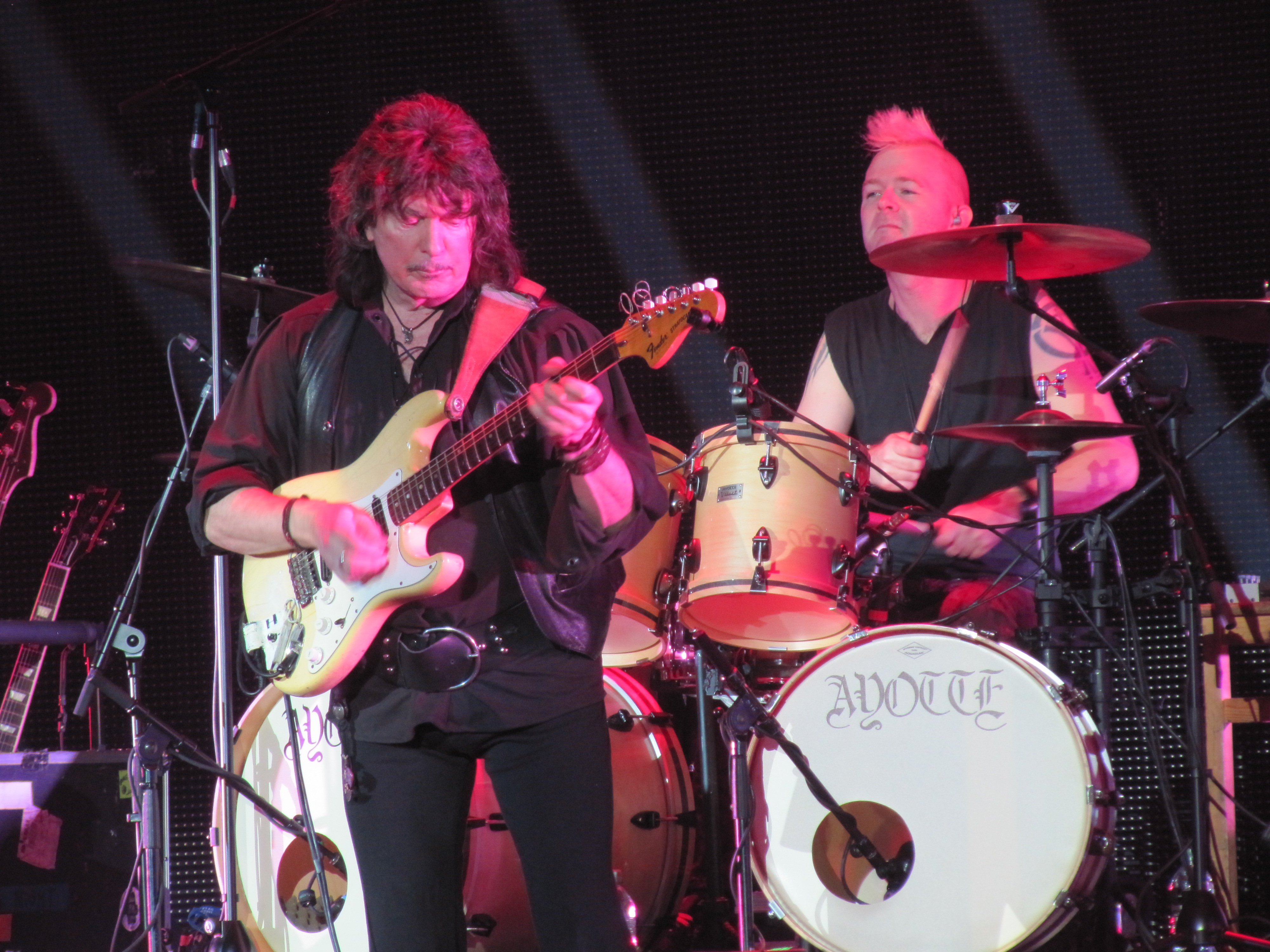
Ritchie Blackmore i David Keith (2017)

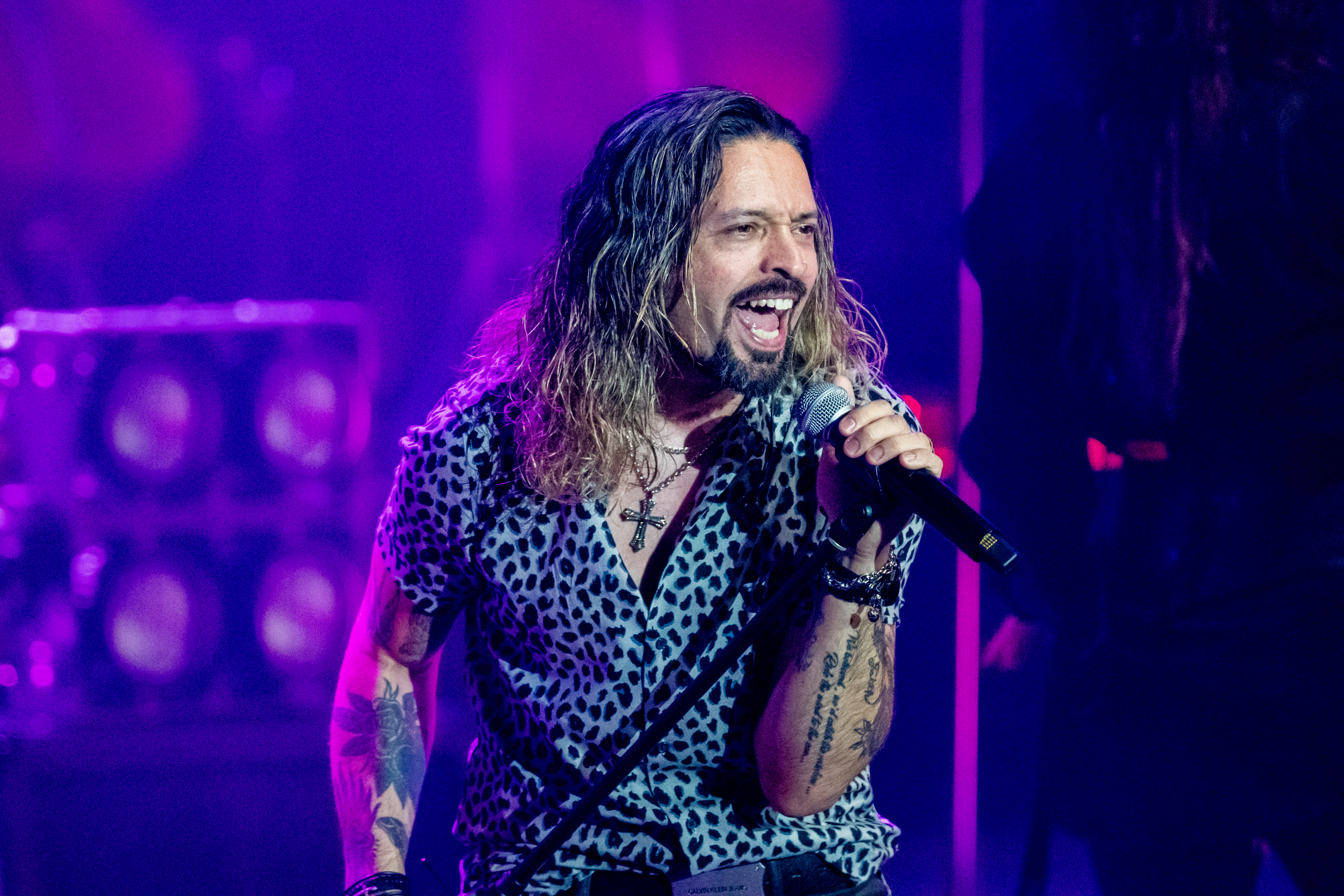
Ronnie Romero (2023)

Początkowo zespół grał dość ostre hardrockowe utwory z elementami klasyki. Pierwszym wokalistą zespołu został Ronnie James Dio, którego lider zespołu Ritchie Blackmore wypatrzył podczas występów wokalisty z grupą rockową Elf, a następnie zaproponował współpracę. Rainbow z Dio w składzie nagrał trzy albumy studyjne – Ritchie Blackmore’s Rainbow (1975), Rising (1976) i Long Live Rock ’n’ Roll (1978). Następnie wokalista opuścił zespół przechodząc do Black Sabbath. 
Po odejściu Ronniego Jamesa Dio w roku 1979 grupa poszła w stronę bardziej łagodnego i melodyjnego rocka. Następcą Dio został Graham Bonnet, który nagrał z Rainbow jedną płytę Down to Earth, zawierającą m.in. utwory Since You Been Gone i All Night Long. Kolejnym wokalistą został Joe Lynn Turner. Utwory z jego udziałem to między innymi: I Surrender, Stone Cold i Street of Dreams. Na koncertach Rainbow można było usłyszeć rozwinięte improwizacje, płynne przejścia z jednego utworu w drugi i spontanicznie wstawiane pomiędzy utworami różnego rodzaju melodie np. muzyki poważnej. W 1984 z powodu wznowienia działalności Deep Purple po 8 latach przerwy, Ritchie Blackmore zawiesił działalność Rainbow. Ostatni koncert grupy odbył się w marcu 1984 w Japonii. 
Zespół reaktywował się po raz pierwszy w roku 1994 po kolejnym odejściu Ritchiego Blackmore’a z Deep Purple, nagrywając album studyjny Stranger in Us All w zupełnie odmienionym składzie. Nowym wokalistą zespołu został Doogie White. Niedługo potem, w roku 1997, lider grupy zajął się tworzeniem muzyki w stylu renesansowym i założył wraz ze swoją życiową towarzyszką Candice zespół Blackmore’s Night. 
W 2015 zespół reaktywował się po raz drugi. W tym samym roku rozpoczął koncerty po raz kolejny w zmienionym składzie, z wokalistą Ronnie'm Romero. W 2018 roku zespół wydał pierwszy od 22 lat singiel Waiting for a Sign, zaś w maju 2019 drugi, pt. The Storm. Od czasu zakończenia europejskiej trasy koncertowej w 2019 roku, zespół pozostaje nieaktywny, choć formalnie nie został zawieszony ani rozwiązany. W 2023 wokalista Ronnie Romero potwierdził swoje odejście z grupy.

## Muzycy

### Ostatni znany skład
- Ritchie Blackmore – gitara (1975–1984, 1993–1997, od 2015)
- Jens Johansson – instrumenty klawiszowe (od 2015)
- David Keith – perkusja (od 2015)
- Bob Nouveau – gitara basowa (od 2015)
- Ronnie Romero – wokal prowadzący (2015–2023)[5]

### Byli członkowie
- Micky Lee Soule – instrumenty klawiszowe (1975)
- Tony Carey – instrumenty klawiszowe (1975–1977)
- David Stone – instrumenty klawiszowe (1977–1979)
- Don Airey – instrumenty klawiszowe (1979–1981)
- David Rosenthal – instrumenty klawiszowe (1981–1984)
- Paul Morris – instrumenty klawiszowe (1994–1997)
- Craig Gruber (zmarły) – gitara basowa (1975)[6]
- Jimmy Bain (zmarły) – gitara basowa (1975–1977)[7]
- Mark Clarke – gitara basowa (1977)
- Bob Daisley – gitara basowa (1977–1979)
- Roger Glover – gitara basowa (1979–1984)
- Greg Smith – gitara basowa (1994–1997)
- Ronnie James Dio (zmarły) – wokal prowadzący (1975–1979)[8]
- Graham Bonnet – wokal prowadzący (1979–1980)
- Joe Lynn Turner – wokal prowadzący (1980–1984)
- Doogie White – wokal prowadzący (1994–1997)
- Gary Driscoll (zmarły) – perkusja (1975)
- Cozy Powell (zmarły) – perkusja (1975–1980)[9]
- Bobby Rondinelli – perkusja (1980–1983)
- Chuck Burgi – perkusja (1983–1984, 1995–1997)
- John O’Reilly – perkusja (1994–1995)
- John Miceli – perkusja (1997)

## Dyskografia

### Albumy studyjne
- Ritchie Blackmore’s Rainbow – 1975
- Rising – 1976
- Long Live Rock ’n’ Roll – 1978
- Down to Earth  – 1979
- Difficult to Cure – 1981
- Straight Between the Eyes – 1982
- Bent Out of Shape – 1983
- Stranger in Us All – 1995

### Albumy koncertowe
- On Stage – 1977
- Finyl Vinyl – 1986
- Live in Germany 1976 – 1990
- Live in Europe – 1996
- Live in Munich 1977 – 2006
- Live in Germany 1976 (30th Anniversary Edition Box) – 2006

### Albumy kompilacyjne
- The Best of Rainbow – 1980
- The Very Best of Rainbow – 1997
- 20th Century Masters: The Millennium Collection: The Best of Rainbow – 2000
- Pot of Gold – 2002
- All Night Long: An Introduction – 2002
- Catch the Rainbow – The Anthology – 2003
- Anthology 1975-1983 – 2009

### Minialbumy (EP)
- Jealous Lover – 1981

### Wideografia
- Live Between the Eyes – 1982
- Live Between the Eyes – 1985
- Ultimate Review – 2005
- In Their Own Words – 2006
- Live at the Budokan '84 – 2006
- Live in Munich 1977 – 2006
- Memories in Rock: Live in Germany – 2016
- Memories in Rock II – 2018

### Single
| Rok  | Tytuł                       | Album                       |
| ---- | --------------------------- | --------------------------- |
| 1975 | Man on the Silver Mountain  | Ritchie Blackmore’s Rainbow |
| 1975 | Catch the Rainbow           | Ritchie Blackmore’s Rainbow |
| 1976 | Starstruck                  | Rising                      |
| 1976 | Stargazer                   | Rising                      |
| 1978 | Kill the King               | Long Live Rock ’n’ Roll     |
| 1978 | Long Live Rock ’n’ Roll     | Long Live Rock ’n’ Roll     |
| 1978 | Gates of Babylon            | Long Live Rock ’n’ Roll     |
| 1978 | LA Connection               | Long Live Rock ’n’ Roll     |
| 1979 | Since You Been Gone         | Down to Earth               |
| 1980 | All Night Long              | Down to Earth               |
| 1981 | I Surrender                 | Difficult to Cure           |
| 1981 | Can’t Happen Here           | Difficult to Cure           |
| 1982 | Stone Cold                  | Straight Between the Eyes   |
| 1982 | Power                       | Straight Between the Eyes   |
| 1983 | Can’t Let You Go            | Bent Out of Shape           |
| 1983 | Street of Dreams            | Bent Out of Shape           |
| 1995 | Hunting Humans (Insatiable) | Stranger in Us All          |
| 1995 | Ariel                       | Stranger in Us All          |
| 2018 | Waiting for a Sign          |                             |